# سفارة الأرجنتين في السويد
سفارة الأرجنتين في السويد هي أرفع تمثيل دبلوماسي لدولة الأرجنتين لدى السويد. تقع السفارة في ستوكهولم وهي تهدف لتعزيز المصالح الأرجنتينية في السويد.

## وصلات خارجية
- قائمة سفارات الأرجنتين
- قائمة السفارات في السويد